# أدريانو دورانتي
أدريانو دورانتي (بالإيطالية: Adriano Durante)‏ ولد بتاريخ 24 يوليو 1940 في تريفيزو، كان دراج إيطالي سابق في صنف سباق الدراجات على الطريق.

## سجل النتائج

### سباقات أو مراحل فاز بها
- طواف فرنسا
- طواف إيطاليا

## وصلات خارجية
- الموقع الرسمي